# Smouha Sporting Club
Lo Smouha Sporting Club è una società calcistica egiziana con sede ad Alessandria d'Egitto.
Fondato nel 1949, il club milita nella Egyptian Premier League.
La squadra gioca le gare casalinghe allo Stadio Borg El Arab.

## Palmarès

### Competizioni nazionali
- Seconda Divisione: 1

2009-2010 (gruppo C)

### Altri piazzamenti
- Campionato egiziano:

Secondo posto: 2013-2014
Terzo posto: 2015-2016
- Coppa d'Egitto:

Finalista: 2013-2014, 2017-2018
Semifinalista: 2015, 2016-2017

## Organico

### Rosa 2021-2022
Aggiornata al 1 settembre 2021.
| N. |                    | Ruolo | Calciatore             |
| -- | ------------------ | ----- | ---------------------- |
| 1  | Egitto (bandiera)  | P     | El-Hani Soliman        |
| 2  | Egitto (bandiera)  | D     | Mahmoud Moaaz          |
| 4  | Egitto (bandiera)  | D     | Ragab Nabil            |
| 5  | Egitto (bandiera)  | D     | Mahmoud Ezzat          |
| 6  | Egitto (bandiera)  | C     | Leila                  |
| 8  | Tunisia (bandiera) | A     | Rafik Kabou            |
| 9  | Egitto (bandiera)  | A     | Arafa El Sayed         |
| 10 | Egitto (bandiera)  | A     | Islam Gamal            |
| 11 | Egitto (bandiera)  | A     | Sherif Refa            |
| 12 | Egitto (bandiera)  | D     | Mohamed Nadi           |
| 13 | Egitto (bandiera)  | D     | Mahmoud El Badry       |
| 14 | Egitto (bandiera)  | C     | Ahmed Homos (capitano) |
| 17 | Egitto (bandiera)  | C     | Halimo                 |
| 19 | Uganda (bandiera)  | A     | Derrick Nsibambi       |
| 20 | Egitto (bandiera)  | D     | Ahmed Gamal            |

| N. |                   | Ruolo | Calciatore         |
| -- | ----------------- | ----- | ------------------ |
| 21 | Egitto (bandiera) | P     | Omar Salah         |
| 22 | Egitto (bandiera) | C     | Mohamed Rizk       |
| 24 | Egitto (bandiera) | C     | Ali Ghazal         |
| 26 | Sudan (bandiera)  | D     | Atahir Eltahir     |
| 29 | Egitto (bandiera) | P     | Mohamed Ashraf     |
| 30 | Egitto (bandiera) | A     | Mostafa Fathi      |
| 31 | Egitto (bandiera) | D     | Fares Megahed      |
| 33 | Egitto (bandiera) | P     | Hussein Taimour    |
| 35 | Egitto (bandiera) | D     | Khaled Abdelfattah |
| 40 | Egitto (bandiera) | D     | Mohamed Shokry     |
| 44 | Egitto (bandiera) | C     | Ali Zaki           |
| 74 | Egitto (bandiera) | C     | Canaria            |
| 95 | Egitto (bandiera) | C     | Mira               |
|    | Egitto (bandiera) | D     | Ahmed Refo         |
|    | Guinea (bandiera) | A     | Alia Sylla         |
|    | Egitto (bandiera) | A     | Amar Sharaf Eldin  |
|    | Egitto (bandiera) | D     | Ahmed Ramadan      |

## Allenatori
- Mohsen Saleh (maggio-agosto 2010)
- Patrice Neveu (agosto-novembre 2010)
- Hamza El Gamal (novembre 2010-maggio 2011)
- Shawky Gharib (novembre 2011-)